# Natalie Augsburg
Natalie Augsburg (ur. 15 listopada 1983 w Krapkowicach w Polsce), niemiecka piłkarka ręczna, reprezentantka kraju, lewoskrzydłowa. Obecnie występuje w Bundeslidze, w drużynie Handball-Club Leipzig.

## Sukcesy
- mistrzostwo Niemiec  (2009, 2010)
- puchar Niemiec  (2008)
- finalistka pucharu EHF  (2009)